# Симарон Хилс (Колорадо)
Симарон Хилс (енгл. Cimarron Hills) насељено је место без административног статуса у америчкој савезној држави Колорадо.

## Демографија
По попису из 2010. године број становника је 16.161, што је 967 (6,4%) становника више него 2000. године.
| Група             | 2000.          | 2010.          |
| Белци             | 11.104 (73,1%) | 10.859 (67,2%) |
| Афроамериканци    | 1.217 (8,0%)   | 1.155 (7,1%)   |
| Азијати           | 387 (2,5%)     | 406 (2,5%)     |
| Хиспаноамериканци | 1.798 (11,8%)  | 2.927 (18,1%)  |
| Укупно            | 15.194         | 16.161         |